# Camelia Solovăstru
Camelia Solovăstru, coniugata Hânda (Brașov, 1º gennaio 1964), è un'ex cestista rumena.

## Carriera
Con la Romania ha disputato cinque edizioni dei Campionati europei (1980, 1981, 1983, 1985, 1987).